# 리치먼드 레니게이즈 (SPHL)
| 리치먼드 레니게이즈 |                                     |
| 설립연도            | 2006년                              |
| 해체연도            | 2009년                              |
| 역사                | 리치먼드 레니게이즈 (2006년~2009년) |
| 경기장              | 리치먼드 콜리시엄                   |
| 연고지              | 버지니아주 리치먼드                 |
| 상징색              | 파랑, 금                            |
| 구단주              |                                     |
| 단장                |                                     |
| 감독                |                                     |
| 정규시즌 우승       |                                     |
| 플레이오프 우승     |                                     |
| 영구 결번           |                                     |

리치먼드 레니게이즈(Richmond Renegades)는 미국 버지니아주 리치먼드를 연고지로 하는 2006년부터 2009년까지 SPHL 소속되었던 아이스 하키팀이다.

## 역대 홈경기장
| 경기장              | 사용기간      | 수용인원 | 장소                | 비고 |
| ------------------- | ------------- | -------- | ------------------- | ---- |
| 리치먼드 레니게이즈 |               |          |                     |      |
| 리치먼드 콜리시엄   | 2006년~2009년 | 11,088명 | 버지니아주 리치먼드 | 빈칸 |